# Clyst St Mary
 (janvier 2012).
Si vous disposez d'ouvrages ou d'articles de référence ou si vous connaissez des sites web de qualité traitant du thème abordé ici, merci de compléter l'article en donnant les références utiles à sa vérifiabilité et en les liant à la section « Notes et références ».
Clyst St Mary est un petit village et une paroisse civile situé dans l'est du Devon entre Exeter et Exmouth, dans l'Angleterre du Sud-Ouest. 
Son nom viendrait du celte clyst signifiant courant clair ou clear stream en anglais.

## Jumelage
Clyst St Mary est jumelée avec :
- Merville-Franceville-Plage (France)